# Cristian Pavón
Cristian David Pavón (* 21. ledna 1996) je argentinský profesionální fotbalista, který hraje na pozici křídelníka za brazilský klub Grêmio Foot-Ball Porto Alegrense.

## Klubová kariéra

### Talleres
Pavón hrál za mládežnický tým Talleres až do 7. února 2012, kdy podepsal profesionální smlouvu. Učinil tak v pouhých 16 letech.

### Boca Juniors
Dne 9. července 2014 podepsal Pavón smlouvu s klubem Boca Juniors za 3,19 milionu eur.

#### Hostování v LA Galaxy
Dne 8. srpna 2019 odešel Pavón na hostování do týmu LA Galaxy na zbytek sezóny 2019 s opcí na trvalý přestup. Svůj první gól za Galaxy vstřelil 25. srpna 2019 proti Los Angeles FC. Galaxy uplatnili opci na prodloužení jeho hostování pro sezónu 2020 dne 19. listopadu 2019.

### Atlético Mineiro
Dne 3. července 2022 přestoupil Pavón zadarmo do brazilského klubu Atlético Mineiro a podepsal tříletou smlouvu.

### Grêmio
Dne 16. února 2024 podepsal Pavón smlouvu s Grêmiem do prosince 2026.

## Reprezentační kariéra
V květnu 2018 byl Pavón jmenován do předběžného 35členného argentinského týmu pro Mistrovství světa ve fotbale 2018 v Rusku; později téhož měsíce byl zařazen do finálního 23členného týmu trenéra Jorgeho Sampaoliho pro turnaj a byl mu přidělen dres s číslem 22.

## Statistiky

### Klubové
Platí k zápasu hranému 9. května 2024.
| Klub                  | Sezóna            | Liga               | Liga   | Liga | Národní pohár | Národní pohár | Kontinentální | Kontinentální | Státní liga | Státní liga | Ostatní | Ostatní | Celkově | Celkově |
| Klub                  | Sezóna            | Soutěž             | Zápasy | Góly | Zápasy        | Góly          | Zápasy        | Góly          | Zápasy      | Góly        | Zápasy  | Góly    | Zápasy  | Góly    |
| --------------------- | ----------------- | ------------------ | ------ | ---- | ------------- | ------------- | ------------- | ------------- | ----------- | ----------- | ------- | ------- | ------- | ------- |
| Talleres              | 2013/14           | Primera B Nacional | 19     | 4    | 1             | 0             | —             | —             | —           | —           | —       | —       | 20      | 4       |
| Colón (hostování)     | 2014              | Primera B Nacional | 20     | 5    | 1             | 0             | —             | —             | —           | —           | —       | —       | 21      | 5       |
| Boca Juniors          | 2015              | Primera División   | 6      | 2    | 1             | 0             | 2             | 0             | —           | —           | —       | —       | 9       | 2       |
| Boca Juniors          | 2016              | Primera División   | 3      | 0    | —             | —             | 7             | 2             | —           | —           | 0       | 0       | 10      | 2       |
| Boca Juniors          | 2016/17           | Primera División   | 30     | 9    | 4             | 3             | 1             | 2             | —           | —           | —       | —       | 35      | 14      |
| Boca Juniors          | 2017/18           | Primera División   | 26     | 6    | 3             | 0             | 6             | 1             | —           | —           | 1       | 0       | 36      | 7       |
| Boca Juniors          | 2018/19           | Primera División   | 14     | 4    | 3             | 0             | 12            | 2             | —           | —           | 8       | 1       | 37      | 7       |
| Boca Juniors          | 2020/21           | Primera División   | —      | —    | —             | —             | 5             | 0             | —           | —           | 4       | 0       | 9       | 0       |
| Boca Juniors          | 2021              | Primera División   | 25     | 4    | 4             | 0             | 2             | 0             | —           | —           | —       | —       | 31      | 4       |
| Boca Juniors          | 2022              | Primera División   | 0      | 0    | 0             | 0             | 0             | 0             | —           | —           | 0       | 0       | 0       | 0       |
| Boca Juniors          | Celkově           | Celkově            | 143    | 34   | 17            | 3             | 35            | 7             | —           | —           | 13      | 1       | 208     | 45      |
| LA Galaxy (hostování) | 2019              | MLS                | 13     | 4    | 0             | 0             | —             | —             | —           | —           | 0       | 0       | 13      | 4       |
| LA Galaxy (hostování) | 2020              | MLS                | 22     | 10   | —             | —             | —             | —             | —           | —           | —       | —       | 22      | 10      |
| LA Galaxy (hostování) | Celkově           | Celkově            | 35     | 14   | 0             | 0             | —             | —             | —           | —           | 0       | 0       | 35      | 14      |
| Atlético Mineiro      | 2022              | Série A            | 18     | 1    | —             | —             | —             | —             | —           | —           | —       | —       | 18      | 1       |
| Atlético Mineiro      | 2023              | Série A            | 33     | 3    | 4             | 0             | 6             | 0             | 7           | 1           | —       | —       | 50      | 4       |
| Atlético Mineiro      | 2024              | Série A            | —      | —    | —             | —             | —             | —             | 4           | 0           | —       | —       | 4       | 0       |
| Atlético Mineiro      | Celkově           | Celkově            | 51     | 4    | 4             | 0             | 6             | 0             | 11          | 1           | —       | —       | 72      | 5       |
| Grêmio                | 2024              | Série A            | 2      | 0    | 0             | 0             | 1             | 0             | 8           | 3           | 0       | 0       | 11      | 3       |
| Grêmio                | Celkově           | Celkově            | 2      | 0    | 0             | 0             | 1             | 0             | 8           | 3           | 0       | 0       | 11      | 3       |
| Celkově v kariéře     | Celkově v kariéře | Celkově v kariéře  | 231    | 52   | 21            | 3             | 42            | 7             | 19          | 4           | 13      | 1       | 326     | 67      |

### Reprezentační
Platí k zápasu hranému 11. září 2018.
| Národní tým | Rok     | Zápasy | Góly |
| ----------- | ------- | ------ | ---- |
| Argentina   | 2017    | 2      | 0    |
| Argentina   | 2018    | 9      | 0    |
| Celkově     | Celkově | 11     | 0    |

## Úspěchy
Boca Juniors
- Argentinská Primera División: 2015, 2016/17, 2017/18
- Copa Argentina: 2014/15, 2019/20
- Supercopa Argentina: 2018

Atlético Mineiro
- Campeonato Mineiro: 2023

Grêmio
- Campeonato Gaúcho: 2024

#### Individuální
- Nejlepší hráč Argentinské Primera División: 2017/18